# Turó de la Suca
El Turó de la Suca és una muntanya de 941 metres que es troba al municipi de les Llosses, a la comarca catalana del Ripollès.